# Turismo en Galicia

Localización de Galicia

El turismo en Galicia está centrado principalmente en su capital Santiago de Compostela, destino final de los peregrinos del famoso Camino de Santiago; siendo un sector fundamental para la economía de esta comunidad autónoma española. También, es reconocida por sus costas que limitan con el mar Cantábrico y al sur con Portugal.

## Turismo de costa

Islas Cíes-Panorámica desde el Alto Do Príncipe.

Galicia está situada al noreste de la península ibérica. Limita al norte con el mar Cantábrico y al oeste con el océano Atlántico.

### Rías Bajas
Rías Bajas (gallego Rías Baixas) se encuentran ubicadas en la provincia de Pontevedra e inician desde el Cabo de Finisterre hasta la frontera de Portugal, La Guardia. Los principales atractivos turísticos en esta zona son
- Sangenjo.
- El Grove.
- Bayona.
- Isla de la Toja.
- Islas Cíes
- Islas de Ons.

### Rías Altas

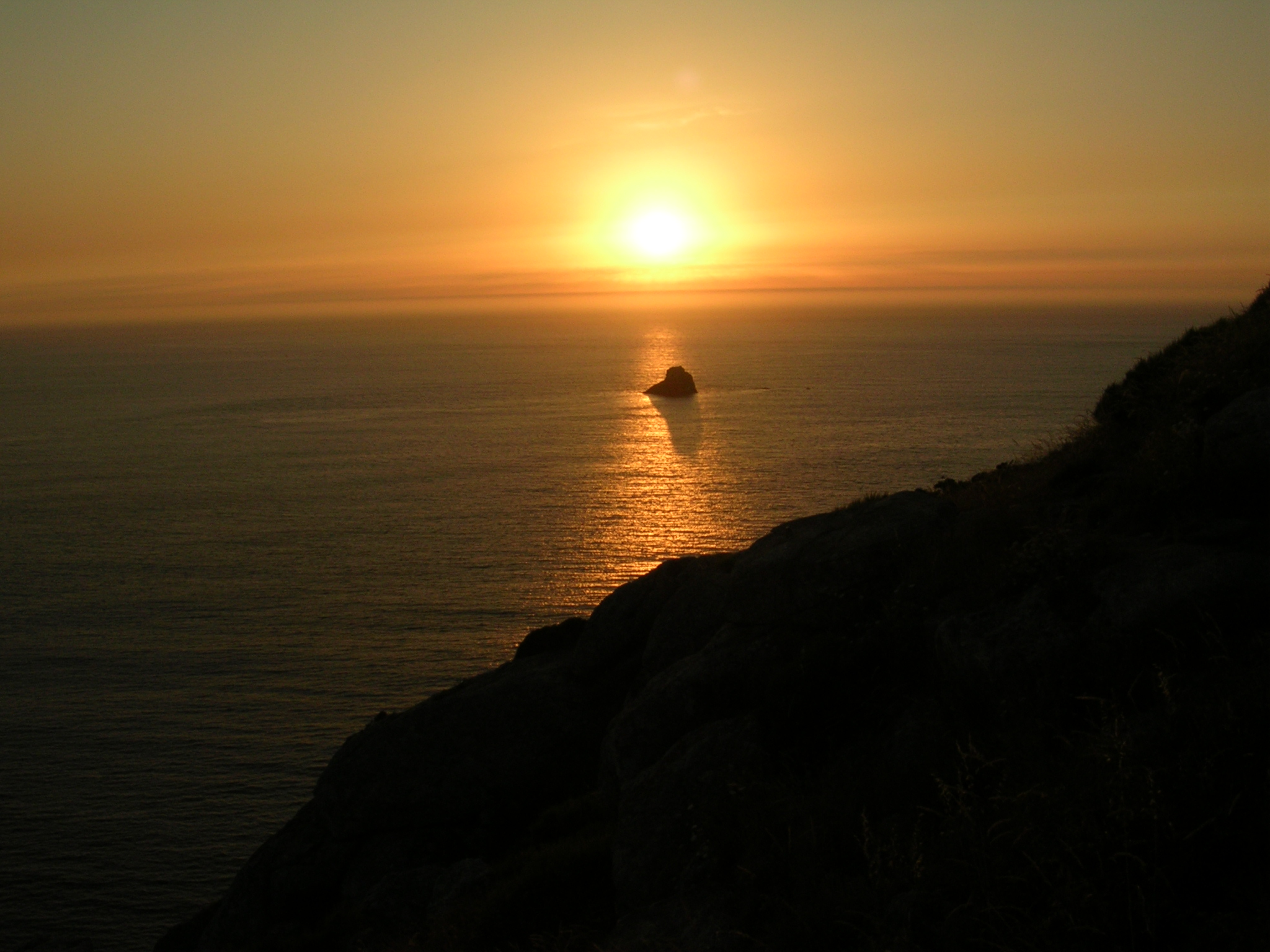
Ocaso en Finisterre

Las costas Rías Altas inician en Ortigueira hasta Ribadeo, correspondiendo a las costas de La Coruña y Lugo. Es una costa rocosa en las que se encuentran algunas playas. Los lugares más atractivos para los turistas son: 
- Costa de la muerte (gallego Costa da Morte).
- Cabo Fisterra. Encontrada en el cabo Ortegal, esta piedra de anfibolita es una muestra de la roca más antigua de la península ibérica. Fue forjada en el fondo del Océano hace 1.156 millones de años.

## Turismo cultural

### Santiago de Compostela
Santiago de Compostela, capital de Galicia, fue declarada en 1985 como Patrimonio Cultural de la Humanidad por la UNESCO. Es actualmente, uno de los principales atractivos turísticos debido a su significación espiritual como santuario apostólico, y en la Edad Media fue uno de los destinos más importantes por la peregrinación por el Camino de Santiago.

### Festivales y Ferias Tradicionales
Galicia es una comunidad autónoma con una cultura celta propia de los galaicos (nombre dado por griegos y romanos a los pobladores del noroeste peninsular) pero en la que gracias a las influencias culturales foráneas obtenidas por el Camino de Santiago y la posición estratégica de la propia Galicia en el Arco Atlántico (cultura francesa, castellana, inglesa...), diferentes trazos se mezclan con la cultura y forma de ser gallega. Así, es un centro en el que convergen diversidad de culturas. Algunos de los festivales que han prevalecido en estos días, son una muestra de ello:
- Festival Ortigueira. Es un festival de música Folk, llevado a cabo en julio de cada año en Ortigueira. Tiene más de 30 ediciones, tiene venta de artesanías y los asistentes pueden acampar en el lugar.[4]
- Lapso Music Experience. Se realiza en el centro de la capital, Santiago de Compostela. Es organizado por Compostela Rock y dura solamente un día el 30 de abril.
- Fiestas gastronómicas en Galicia. La gastronomía en Galicia es reconocida por contar con una diversidad de platillos autóctonos, tanto del mar como del campo. Las fiestas gastronómicas tienen su origen en celebraciones locales, se pueden encontrar distintas celebraciones que se enfocan a algún platillo o producto tradicional sumando alrededor de 300 en toda Galicia cada año. En las fiestas del litoral sobresalen platillos de pescados y mariscos y en el interior,las carnes y los pescados de río.[5]